# 謝文進
謝文進（1954年10月19日—），中華民國政治人物，無黨籍，選區為新竹市北區（第四選區）。連續當選第4到第9屆新竹市議員，其中第6、7屆為副議長，後於2010年擊敗三連霸議長鄭成光而成為第8、9屆議長。後來宣布參選2018年新竹市長，和昔日同陣線的民進黨籍前新竹市長林智堅、前任市長許明財三方角逐新竹市長大位，但最終敗選。

## 早年
年輕時為與鄭成光曾為地方角頭，遭遇白色恐怖，曾被中華民國政府指控「叛亂罪」入獄，其後獲得平反，他沒有接受冤獄賠償；因該事件的影響決定步入政壇，參選民代以服務民眾。

## 擔任議長時期

### 2018年國立臺灣大學校長遴選事件立場表態
2018年國立臺灣大學校長遴選事件後，謝文進率先發出聲明，支持大學自治，認為政治不應該進入校園。

### 參選市長風波
- 2018年4月21日，聯合報刊出一篇標題「謝文進選什麼？恐成竹市震撼彈」，指出謝文進可能參選市長的消息，並在接受媒體訪問後表示「許多鄉親鼓勵他參選，自己有思考過」並語帶保留，不管最後是否參選，已經為2018選戰掀起一陣風波[7]。
- 2018年5月15日，謝文進發出一篇標題「君子之爭超越勝敗」的文章，表示自己曾經遭受過冤屈，事後雖平反但仍難忘當時痛苦，不希望讓其他人遭受冤屈，期待在年底打一場清清白白的選戰[8]。

### 臺大新竹分院擴建案
2012年8月31日，由新竹市長許明財、市議會議長謝文進及臺大醫院新竹分院院長孫瑞昇共同簽署「協助臺大醫院新竹分院興建第二院區（文高三）合作備忘錄」，著手推動新竹分院第二院區急重症大樓及教學研究中心，提升新竹縣市醫療品質。

### 中油油庫搬遷案
2014年6月10日，新竹市議會考察中油油庫遷移進度，發現三月地下水抽檢的有毒物質甲基第三丁基醚（MTBE）為每公升1.087毫克，而正常值為1，超標，最後議長謝文進做出結論，要求油庫年減20％出油量，5年後完成搬遷，並以一般開發方式，辦理當地都市計畫變更。此外，市府每3個月針對油庫稽查，不符規定項目須追蹤列管。

## 政見
1. 執行公道五路台灣中油油庫搬遷或廢庫方案[12]。
2. 執行十八尖山瓦斯槽搬遷案。
3. 促成新竹兒童醫院[13]。
4. 追蹤臺大醫院新竹分院擴建案[14]。
5. 督促市府執行路平專案。
6. 督促市府強化老年福利政策。
7. 嚴格審查市府預算。
8. 呼籲重視都市整體景觀。[15][2]

## 外部連結
- 謝文進的Facebook專頁
- 阿進仔家族的Facebook專頁
- 新竹市議會（页面存档备份，存于）